# Qabatiya
Qabatiya (en arabe: قباطية) est une ville palestinienne située dans le Gouvernorat de Jénine en Cisjordanie occupée près de la ville de Jénine. La ville comptait 19 197 habitants en 2007. L'altitude de Qabatiya est 256 m approximativement. Le maire de Qabatiya est Ali Zakarneh actuellement.
La ville est célèbre à cause des oliviers, l'agriculture moderne et l'industrie du calcaire.

## Démographie
La population de Qabatiya (1922 - 2007) :

## Histoire
La ville subit des raids de l'armée israélienne pendant la guerre de 2023-2024. En septembre 2024, des soldats en opération jettent les corps de Palestiniens tués du haut d'un immeuble, suscitant l'indignation.
Deux personnes son tuées dans une frappe de drone israélien le 24 janvier 2025.